# 5290 Langevin
5290 Langevin (1990 OD4) là một tiểu hành tinh vành đai chính được phát hiện ngày 30 tháng 7 năm 1990 bởi H. E. Holt ở Palomar.